# Drăgușeni, Galați
Draguseni là một xã thuộc hạt Galați, România. Dân số thời điểm năm 2002 là 5356 người.